# José Migdael Zeceña
José Migdael Zeceña (* 17. Januar 1977) ist ein guatemaltekischer Straßenradrennfahrer.
José Migdael Zeceña wurde 2008 Etappendritter auf dem dritten Teilstück des Etappenrennens in Jalapa. Beim IV° Clasica Elite wurde er Zweiter bei der zweiten Etappe nach Ciudad Vieja. In der Gesamtwertung konnte er beim IV° Clasica Elite den zweiten Platz hinter Manuel Rodas belegen. Bei der guatemaltekischen Meisterschaft in San Lucas Sacatepéquez gewann Zeceña das Straßenrennen.

## Erfolge
2008
- Guatemaltekischer Meister – Straßenrennen